# Siłeks Kratowo
Siłeks Kratowo (macedoński:Фудбалски Клуб Силекс Кратово) – północnomacedoński klub piłkarski z siedzibą w Kratowie występujący w północnomacedońskiej pierwszej lidze.

## Historia
Został założony w 1965 roku. Brał udział w rozgrywkach niższych lig jugosłowiańskich, a także lokalnych rozgrywkach w Macedonii. W latach 1988–1989 dwukrotnie zdobył nieoficjalny Puchar Macedonii. Pod uzyskaniu przez Macedonię niepodległości w sezonie 1992/1993 rozpoczął grę w Prwej Lidze, od razu zdobywając wicemistrzostwo, ustępując Wardarowi Skopje. W kolejnym sezonie udało się powtórzyć ten wynik, ale mistrzem kraju znów został Wardar Skopje. Siłeks zdobył za to Puchar Macedonii, pokonując w finale FK Pelister. W 23. min. piłkarze z Bitoli objęli prowadzenie po strzale Wasiłewskiego, a w 44 min. do remisu doprowadził Ałeksandrowski. Doszło do dogrywki, która również nie przyniosła rozstrzygnięcia. W konkursie rzutów karnych Siłeks wygrał 4:2. W sezonie 1994/1995 Siłeks po raz trzeci z rzędu został wicemistrzem kraju, a mistrzem ponownie został stołeczny Wardar. Klub ze stolicy okazał się lepszy również w finale Pucharu Macedonii – Wardar wygrał 2:1. Na gol Petrewskiego w 53. minucie Sileks odpowiedział strzałem Zahariewskiego dwie minuty później. W 74 minucie Petrewski zapewnił zwycięstwo Wardarowi. W sezonie 1995/1996 Siłeks po raz pierwszy w historii sięgnął po mistrzostwo Macedonii. W tabeli piłkarze z Kratowa wyprzedzili Słogę Skopje. Do końca rozgrywek pozostali niepokonani.
W sezonie 1996/1997 klub zdobył podwójną koronę – mistrzostwo Macedonii oraz puchar, w finale którego zawodnicy z Kratowa pokonali stołeczną Słogę 4:1 po golach Gokicia (dwóch), Gosewa oraz Nacewskiego. W Pucharze UEFA Siłeks nie sprostał islandzkiemu Akraness, przegrywając 0:2 na wyjeździe i wygrywając 1:0 na własnym boisku.
W kolejnym sezonie Sileks po raz trzeci z rzędu sięgnął po tytuł mistrzowski, kończąc rozgrywki z przewagą pięciu punktów nad drugą w tabeli Słogą i sześciu nad trzecią Makedoniją Skopje. W Pucharze Macedonii Siłeks przegrał w półfinale ze Słogą (1:1 i 0:2). W eliminacjach Ligi Mistrzów, w których Siłeks debiutował, po zwycięstwie 1:0 u siebie nad Beitarem Jerozolima przegrał 0:3 w Izraelu i odpadł z rozgrywek.
Sezon 1998/1999 przyniósł utratę tytułu – zadecydowała o tym porażka z Pobedą Prilep 1:2 w ostatniej kolejce – w tej samej kolejce Słoga pokonała Wardar 1:0 i zdetronizowała Siłeks. Piłkarze ze Skopja okazali się lepsi od Siłeksu także w Pucharze Macedonii, wygrywając w półfinale po rzutach karnych. W kolejnym sezonie Siłeks uplasował się w lidze na 6. miejscu, a w Pucharze Macedonii ponownie uległ Słodze (0:1 i 0:3) w ćwierćfinale.
W sezonie 2000/2001 Siłeks zajął 5. miejsce w lidze. W Pucharze Macedonii dotarł do 1/8 finału, gdzie nie zdołał pokonać zespołu FK Pelister. W zreformowanej lidze w sezonie 2001/2002 Siłeks wygrał grupę spadkową, co dało mu 7. miejsce w tabeli. W Pucharze Macedonii po wyeliminowaniu Bregałnicy Dełczewo przegrał w dwumeczu ze stołeczną Cementarnicą (2:6 i 2:0). W rozgrywkach sezonu 2002/2003 klub z Kratowa uplasował się na 6. miejscu, a w rozgrywkach pucharowych dotarł do półfinału, gdzie ponownie przeszkodą nie do pokonania okazałą się Cementarnica Skopje (0:1 i 1:1). W sezonie 2003/2004 Siłeks zdobył tytuł wicemistrza Macedonii – o przegranej rywalizacji o mistrzostwo zadecydował m.in. przegrany mecz z Pobedą Prilep, gdzie goście z Kratowa przegrali 0:1 (bramka Zdrawewskiego). W rozgrywkach o Puchar Macedonii Siłeks odpadł w I rundzie, przegrywając po rzutach karnych z FK Madżari Solidarnost. Sezon 2004/2005 Siłeks zakończył na 4. miejscu w lidze, a w Pucharze Macedonii odpadł w półfinale z Bashkimi Kumanowo (1:0 i 0:2). Zagrał również w Pucharze UEFA, jednak odpadł w I rundzie kwalifikacyjnej, ulegając słoweńskiemu NK Maribor (0:1 u siebie, 1:1 na wyjeździe). W sezonie 2005/2006 Siłeks bronił się przed spadkiem – po rozgrywkach ligowych drużyna uplasowała się na 9. miejscu, co oznaczało konieczność gry w barażach – tam Siłeks pokonał Madziar 1:0 po golu Stewicy Ristiḱa w 4 min. meczu. Ristiḱ zdobył tytuł króla strzelców Prwej Ligi w tym sezonie, kończąc go z dorobkiem 27 goli. W Pucharze Macedonii Siłeks po raz kolejny odpadł w półfinale, tym razem pogromcą była FK Makedonija Dźorcze Petrow.

## Stadion
Siłeks rozgrywa swe mecze jako gospodarz na Stadionie Miejskim w Kratowie, mogącym pomieścić 3 tys. widzów (2,5 tys. miejsc siedzących).

## Sukcesy
- Mistrzostwo Macedonii: 1996, 1997, 1998
- Puchar Macedonii: 1994, 1997, 2021

## Europejskie puchary
Legenda do wszystkich tabel:
- Q – runda eliminacyjna, 1/16, 1/8, 1/4, 1/2 – odpowiednia faza rozgrywek, Grupa – runda grupowa, 1r gr – pierwsza runda grupowa, 2r gr – druga runda grupowa, F – finał, R – runda, PO – play-off
- k. – rzuty karne, los. – losowanie, Dogr. – dogrywka, w. – zasada bramek strzelonych na wyjeździe

| Sezon   | Rozgrywki                 | Runda | Klub                     | Dom     | Wyjazd  | Ogólnie |
| ------- | ------------------------- | ----- | ------------------------ | ------- | ------- | ------- |
| 1995/96 | Puchar Zdobywców Pucharów | Q     | Vác FC Samsung           | 3–1     | 1–1     | 4–2     |
| 1995/96 | Puchar Zdobywców Pucharów | 1R    | Borussia Mönchengladbach | 2–3     | 0–3     | 2–6     |
| 1996/97 | Puchar UEFA               | Q     | Akraness                 | 1–0     | 0–2     | 1–2     |
| 1997/98 | Liga Mistrzów             | 1Q    | Beitar Jerozolima        | 1–0     | 0–3     | 1–3     |
| 1998/99 | Liga Mistrzów             | 1Q    | Club Brugge              | 0–0     | 1–2     | 1–2     |
| 1999/00 | Puchar UEFA               | Q     | Szachtar Donieck         | 2–1     | 1–3     | 3–4     |
| 2004/05 | Puchar UEFA               | 1Q    | Maribor                  | 0–1     | 1–1     | 1–2     |
| 2005    | Puchar Intertoto          | 1R    | Beitar Jerozolima        | 1–2     | 3–4     | 4–6     |
| 2016/17 | Liga Europy               | 1Q    | Vaduz                    | 1–2     | 1–3     | 2–5     |
| 2020/21 | Liga Mistrzów             | 1Q    | Qarabağ Ağdam            | 0–4 (W) | 0–4 (W) | 0–4 (W) |
| 2020/21 | Liga Europy               | 2Q    | Drita                    | 0–2 (D) | 0–2 (D) | 0–2 (D) |
| 2021/22 | Liga Konferencji Europy   | 1Q    | Petrocub Hîncești        | 1–1     | 0–1     | 1–2     |
| 2025/26 | Liga Konferencji          | 1Q    | Dečić Tuzi               | 2–1     | 0–2     | 2–3     |